# Acrobates pygmaeus

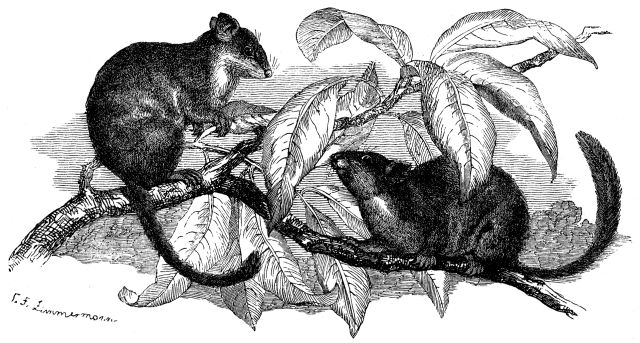

Acrobates pygmaeus sau oposumul planor este un marsupial arboricol, de talie mică, având activitate exclusiv nocturnă. Originar din Noua Guinee și de pe coastele de sud și de est ale Australiei, ocupă zone în care se găsesc scorburi pentru adăpost și hrană din belșug. Alimentația sa variază în funcție de regiunea geografică și de anotimp. 
Poate plana până la 45 m fiind observat plutind pentru a prinde molii în zbor. Oposumul planor trăiește în colonii numeroase, alcătuite din 20-40 de indivizi. Ei au degete opozabile și patru degete la toate cele patru lăbuțe. Când este furios, se lasă pe spate și emite un sunet asemănător scheunatului unui cățel.
Alimentatie: se hrănește îndeosebit cu seva și secrețiile eucaliptului și arborelui acacia, cu nectar și polen precum și cu diverse insecte și arahnide.